# 라트비아 대통령
라트비아의 대통령(라트비아어: Latvijas Valsts prezidents)은 라트비아의 국가 원수이자 군 최고 사령관이다. 선출 방식은 의회의 투표를 통해 선출되며 임기는 4년(1997년 이전까지는 3년)이며 한 번의 연임이 가능하다. 현재 구스타우스 젬갈스, 카를리스 울마니스,
발디스 자틀레르스, 안드리스 베르진슈, 라이몬츠 베요니스, 에길스 레비츠를 제외한 모든 대통령은 연임하였다.
대통령이 부재할 경우에는 라트비아 의회 의장 (Saeima) 이 권한을 행사하며, 과거 라트비아가 소비에트 연방에서 독립한 이후, 라트비아 소비에트 사회주의 공화국 의회 의장이었던 아나톨리스 고르부노우스가 대통령 권한 대행을 맡았던 사례가 있다.

## 역대 대통령 목록
| 대                                                | 이름                                 | 이미지 | 취임             | 퇴임            | 당                 |
| ------------------------------------------------- | ------------------------------------ | ------ | ---------------- | --------------- | ------------------ |
| 1                                                 | 야니스 착스테                        |        | 1922년 11월 14일 | 1927년 3월 14일 | 민주중앙당         |
| 2                                                 | 구스타우스 젬갈스                    |        | 1927년 8월 4일   | 1930년 9월 4일  | 민주중앙당         |
| 3                                                 | 알베르츠 크비에시스                  |        | 1930년 9월 4일   | 1936년 9월 4일  | 라트비아 농민 연합 |
| 4                                                 | 카를리스 울마니스 (쿠데타 이후 취임) |        | 1936년 11월 4일  | 1940년 7월 21일 | 라트비아 농민 연합 |
| 라트비아 소비에트 사회주의 공화국 (1940 ~ 1991년) |                                      |        |                  |                 |                    |
| 5                                                 | 군티스 울마니스                      |        | 1993년 7월 8일   | 1999년 7월 8일  | 라트비아 농민 연합 |
| 6                                                 | 바이라 비케프레이베르가              |        | 1999년 7월 8일   | 2007년 7월 8일  | 무소속             |
| 7                                                 | 발디스 자틀레르스                    |        | 2007년 7월 8일   | 2011년 7월 8일  | 무소속             |
| 8                                                 | 안드리스 베르진슈                    |        | 2011년 7월 8일   | 2015년 7월 8일  | 녹색농민연합       |
| 9                                                 | 라이몬츠 베요니스                    |        | 2015년 7월 8일   | 2019년 7월 8일  | 라트비아 녹색당    |
| 10                                                | 에길스 레비츠                        |        | 2019년 7월 8일   | 2023년 7월 8일  | 무소속             |
| 11                                                | 에드가르스 린케비치                  |        | 2023년 7월 8일   |                 | 무소속             |